# ハンゲ属
ハンゲ属（ハンゲぞく、学名：Pinellia、和名漢字表記：半夏属）はサトイモ科の属の一つ。APG植物分類体系ではサトイモ科はオモダカ目に分類される。

## 特徴
多年草。地下に球茎がある。葉に長い葉柄があり、単葉または複葉になり掌状に3-7裂する。花茎は1個で、花序を仏炎苞が包む。花序は肉穂（にくすい）花序で、下方が雌花群、上方が雄花群になり、雌花群は片側で仏炎苞と合着し、雄花群は離生する。花序の上方にある付属体は長い糸状で、苞外に長く伸びる。花に花被はなく、雄花に2個の雄蕊、雌花に1個の雌蕊があり、1室の子房、1個の胚珠がある。果実は液果になり、種子が1個ある。
東アジアの温帯から暖帯に9種あり、うち日本には2種が分布する。

## 種

### 日本の種
- カラスビシャク Pinellia ternata (Thunb.) Breitenb. -日本のほか、朝鮮、中国に分布。
- オオハンゲ Pinellia tripartita (Blume) Schott -本州（関東地方以西）、四国、九州、琉球に分布。

### 外国の種、栽培種
- ニオイハンゲ Pinellia cordata N.E.Br. -中国南部に分布。日本では、園芸品が逸出して野生化している。
- Pinellia fujianensis H.Li & G.H.Zhu -中国福建省に分布する。
- Pinellia integrifolia N.E.Br. -中国四川省南東部、重慶市、湖北省西部に分布する。
- Pinellia pedatisecta Schott -中国中央部、南部に分布する。
- Pinellia peltata C.Pei -中国南東部に分布する。
- Pinellia polyphylla S.L.Hu -中国四川省に分布する。
- Pinellia yaoluopingensis X.H.Guo & X.L.Liu -中国安徽省、江蘇省に分布する。

## ギャラリー
- Pinellia ternata
カラスビシャク
- Pinellia cordata
ニオイハンゲ
- Pinellia pedatisecta